# Max Stirner
Max Stirner (Bayreuth, 25 d'octubre de 1806 - Berlín el 26 de juny de 1856) fou un teòric de la moral, l'individualisme egoista i l'emancipació personal. Malgrat haver mort en el més profund desconeixement de la seva obra, autors com John Henry Mackay o Carlos Díaz Hernández reivindiquen la vigència del seu pensament. A vegades presa per solipsista o nihilista, l'obra de Max Stirner no deixa de preguntar-se sobre el control de la nostra pròpia vida i, contràriament a les crítiques rebudes, marca un principi moral pel que serà l'anarquisme i el post-estructuralisme que li són contemporanis.

## Vida
Max Stirner era el pseudònim adoptat per Johann Caspar Schmidt, nascut a la ciutat de Bayreuth el 25 d'octubre de 1806. Era fill de família humil, dedicada a l'artesania. El seu pare, Albert Christian Heinrich Schmidt (1769–1807), mor de tuberculosi el 19 d'abril de 1807 amb 37 anys. En aquesta situació la mare es torna a casar i Johann Caspar Schmidt passa a viure amb el seu oncle i a ajudar-lo en les tasques de manteniment del seu gimnàs.
Als 20 anys, aconsegueix arribar a la universitat Humbold de Berlín i hi estudia filosofia amb Hegel, teologia amb Scleiermaier i filologia a la universitat d'Erlangen-Nurnberg. Quan acaba els estudis es matricula a l'examen pro facultate docendi  i acaba exercint de professor de literatura a un institut femení privat de Berlín. L'any 1837 es casa amb Agnes Burtz, tot i que després d'intentar tenir un fill ella mor en el part l'any 1838.
Durant aquesta època (1841) participa en debats del grup d'“Els lliures” (Der Frieden) dels quals n'eren partícips personalitats com Karl Marx, Friedrich Engels, Bruno Bauer i Arnold Ruge. Davant la dialèctica col·lectivista dels joves hegelians, l'individualisme egoista d'Stirner el porta a ser un element diferenciat dels seus companys. L'any 1843 es casa amb Marie Dähnhardt, que era també una habitual en les discussions de “Els Lliures”.
L'any 1844 escriu la seva obra més cèlebre L'únic i la seva propietat que, lluny de ser la espurna que encengués el foc de la revolució personal, tal com recita l'autor, queda ridiculitzat pels seus homòlegs i censurat pel govern prussià a causa de la dura crítica que rebien l'Estat i l'Església en la seva obra. A causa d'aquesta censura és obligat a dimitir del seu càrrec de professor i comença una vida d'austeritat i aïllament. Durant un temps treballa redactant articles com “els falsos principis de la nostra educació” per a la Gaceta Renana, en aquell moment dirigida per Karl Marx, i tradueix diferents obres, com Anàlisi de l'essència i causes de la riquesa nacional d'Adam Smith.
Tot i això, no aconseguia prou diners per a mantenir una vida estable i l'any 1847 la seva dona el deixa i Stirner es concentra en la revolució prussiana de 1848, de la qual comença una anàlisi inacabada l'any 1852, la Història de la reacció. A poc a poc, i degut al seu estil de vida aïllat i de mísera pobresa, el seu deteriorament es mostra en la seva desgràcia. Acaba perdent la casa per falta de diners i degut als deutes acaba a la presó de Berlín, on mor el 26 de juny de 1856 a causa d'inanició i la infecció provocada per una mosca.

## Temes d'investigació
Egoísme i llibertat

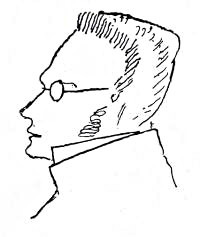
Caricatura de Max Stirner feta per Fiedrich Engels

En general l'obra de Max Stirner està dirigida a la filosofia de l'autoconsciència de l'individu i les seves capacitats. L'autor se centra  a posar al centre de l'univers al propi individu (Jo) i la naturalesa egoista de les persones, que és el motor de la llibertat humana, en tant que:
"Tota llibertat és autoalliberament, que només puc aconseguir en la mesura que jo procuri per a mi la meva autopropietat".
Rebuig a l'autoritat
La superació de l'autoritarisme representat en Déu, Estat i Família també formen part de la seva filosofia, i és per això que se'l considera un anarquista prematur. I com a eina per la superació de l'autoritat revalora el paper de l'educació en la llibertat d'una persona o en demostrar com se'ns aliena de les nostres capacitats a partir de la manipulació del poder i del que ell anomena “idees fixes”, que son aquelles que lluiten per la seva pròpia causa i permanència en la moral dels homes, com són la Justícia, la Veritat, la Humanitat...
"Per part meva n'he pres una lliçó, d'ells, i proposo, en lloc de servir desinteressadament aquests grans egoistes, més aviat ser l'egoista jo mateix"
Crítica del comunisme estatalista:
considera la igualtat com una forma religiosa d'anul·lació de la individualitat, Stirner creu que la influència estatalista acaba per reduir les diferències que ens fan humans, començant per destruir la diversitat d'opinió i acabant per rebutjar la propietat privada (sobretot a la intel·lectual i espiritual) inspirant un símil a una societat totalitària.
“L'home social, el bon ciutadà, el membre d'un partit o d'un sindicat o d'una família, són tots «homes religiosos», que viuen per no fer-se a si mateixos i gaudir de la vida, sinó en funció dels altres; són subjectes alienats”.
Educació i pedagogia
Stirner també planteja la pedagogia com una eina de llibertat, o més ben dit de transcendència cap a ella. També, assegura que l'educació pot servir o per a crear servidors del sistema i no pas ments creadores o lliures. En un fragment de “El fals principi de la nostra educació” dicta:
“La pedagogia ha d'acollir la formació de la personalitat lliure com a primer i darrer objectiu.[...]. Amb el saber, però, només som lliures interiorment (una llibertat a la qual no hem de renunciar per res), mentre que exteriorment podem continuar sent, amb tota la nostra llibertat de consciència i de pensament, esclaus en la servitud.”

## Crítiques
Max Stirner fou criticat per molts intel·lectuals de la seva època. Karl Marx i Friederich Engels, dediquen la majoria del manuscrit La ideologia alemanya a desvirtuar les idees i anàlisis que Stirner fa a L'únic i la seva propietat. Critiquen d'Stirner la idea d'individualitat i supremacia del jo davant la comunitat mateixa (Marx i Engels creien que no calia perdre la identitat en la vida en comunitat). La diferència radica en el fet que Marx i Engels creuen que l'humà per naturalesa és un ésser social mentre que per a Stirner és egoista.

## Obres
- Max Stirner, L'únic i la seva propietat, 1845.
- Max Stirner, Història de la reacció, 1852.